# Путря, Александр Архипович
Алекса́ндр Архи́пович Пу́тря (3 февраля 1929, Лиховка, Кременчугский округ — 15 ноября 1985, Москва) — советский партийный и государственный деятель, первый секретарь Липецкого городского комитета КПСС (1961—1962, 1964—1975), второй секретарь Липецкого промышленного обкома КПСС (1963—1964).

## Биография
Родился 3 февраля 1929 года в селе Лиховка Пятихатского района Криворожского округа (ныне в Днепропетровской области).
В 1951 году окончил Днепропетровский металлургический институт и был направлен на работу на Новолипецкий металлургический завод, где работал начальником железнодорожной станции, начальником службы движения, заместителем секретаря парткома.
С 1958 года — на партийной работе: в 1958—1961 годах — второй, в 1961—1962 и 1964—1975 годах — первый секретарь Липецкого горкома КПСС, в 1963—1964 годах — второй секретарь Липецкого промышленного обкома КПСС.
В 1975 году переведён на работу в ЦК КПСС, где работал инструктором Комитета партийного контроля. В том же году окончил Высшую партийную школу при ЦК КПСС.
Неоднократно избирался депутатом Липецких областного и городского советов.
Умер 15 ноября 1985 года в Москве.

## Награды
- Орден Октябрьской Революции;
- Орден Трудового Красного Знамени.